# Петар Зинаић
Петар Зинаић звани Пепа (Стара Кршља, Раковица, покрај Слуња, 1918. -  Београд, 23. јануар 2008), био је учесник народноослободилачке борбе, припадник Озне.

## Биографија
Рођен је 1918. у селу Стара Кршља, оштина Раковица, покрај Слуња. Рат га је затекао у Београду, одакле је успио да се извуче и дође на Кордун гдје се прикључује народноослободилачкој борби и био је дио одреда "Машвина" који је дјеловао у шуми Машвина. Убрзо је постао и командант одреда, замјенивши Илију Ковачевића. Дужност командира одреда вршио је до октобра 1941. године. У јулу 1942. постаје обавештајни официр новоформираног четвртог батаљона, Другог кордунашког одреда. Након битке у селу Машивинама, 18. јула 1942, Одред се извукао у Модрић Село. Ту су усташе ухватили Петровог млађег брата Драгана којег су потом одвели у Раковицу гдје је и убијен. По ослобођењу Бихаћа примио је дужност у обавјештајној служби при команди мјеста Раковица. У то вријеме претпостављени официр му је био Игњат Перић. Током Четврте непријатељске офанзиве додијељен је у Штаб Четвртог корпуса, заједно са Богданом Орешчанином. Током покрета за Сутјеску, Четврти корпус добија наређење да се врати у Лику. Поново је постављен у позадинску обавјештајну службу у тада формираним рејонским центрима у Слуњу (шеф од фебруара 1945), па у Вељуну, па поново у Слуњу до ослобођења Југославије. Од маја до августа 1945. био је опуномоћеник ОЗНЕ за подручје Слуња и Плашког. Послије ослобођења постаје шеф ОЗНЕ за Котар Слуњ. На тој дужности остаје до 1959. Након рата био је активан у општинској организацији СУБНОР-а у Слуњу гдје је радио на прикупљању грађе о страдању народа на Кордуну и Народноослободилачкој борби. Искључен је из Савеза комуниста Југославије, одлуком Окружног комитета Савеза комуниста Слуња 26. јануара 1972. Искључен је јер је на сједници Главног одбора СКД Просвјета из Загреба говорио о политичким проблемима Срба умјесто о културним, што је захваљујући грађи коју је прикупио указивао на прошлост појединаца итд. Био је ожењен са Јеленом, са којом је имао двоје дјеце. Преминуо је у Београду 23. јануара 2008. године, а сахрањен је 25. јануара на Новом гробљу у Београду.

## Оптужница за ратне злочине и смрт
Године 2007. Жупанијско државно одвјетништво у Карловцу поднијело је кривичну пријаву против тада 89-годишњег Зинаића. Била је то уједно и прва кривична пријава за ратни злочин почињен од стране партизана у непосредном пораћу у Републици Хрватској. Према свједочењу многих Слуњана био је активан и током рата у Хрватској на територији Слуња.  Зинаић се сматрао одговорним за убиство 15 људи Кремина, Поповца и Лађевачког Селишта у Кутерчевој шпиљи, за ликвидацију још 91 становника из слуњске околице те 18 с простора цијеле бивше Југославије. У тренутку подизања казнене пријаве Зинаић налазио у Београду гдје је избјегао непосредно прије операције Олуја. У Београду је 1996. објавио књигу „Геноцид на Кордуну и околици 1941.-1945.“, а постао је и сарадник београдског Музеја жртава геноцида којим је руководио Милан Булајић.